# Округ Ленаве (Мичиген)
Ленаве (енгл. Lenawee County) је округ у америчкој савезној држави Мичиген.

## Демографија
По попису из 2010. године број становника је 99.892, што је 1.002 (1,0%) становника више него 2000. године.
| Група             | 2000.          | 2010.          |
| Белци             | 88.188 (89,2%) | 87.483 (87,6%) |
| Афроамериканци    | 2.094 (2,1%)   | 2.539 (2,5%)   |
| Азијати           | 450 (0,5%)     | 519 (0,5%)     |
| Хиспаноамериканци | 6.884 (7,0%)   | 7.614 (7,6%)   |
| Укупно            | 98.890         | 99.892         |